# Färöischer Volleyballpokal der Männer
Der Färöische Volleyballpokal der Männer ist der Pokalwettbewerb für Volleyball-Vereinsmannschaften. Im Gegensatz zur Meisterschaft, die 1969 erstmals ausgetragen wurde, wird dieser erst seit 2000 ausgespielt. Rekordsieger mit neun Titeln ist ÍF Fuglafjørður.

## Modus
Bei der ersten Austragung wurde das Finale einmalig im Best-of-Three-Modus bestritten. Ein Spiel galt nach zwei Gewinnsätzen für eine Mannschaft als gewonnen, wobei die Gewinnsätze in den ersten beiden Spielen beim Erreichen von 21 Punkten entschieden wurden. Im letzten und entscheidenden Spiel galt der Satz beim Erreichen von 15 Punkten als gewonnen. Seit der zweiten Austragung treffen die Finalisten in einem einzigen Spiel aufeinander, Sieger ist die Mannschaft, welche zuerst drei Sätze beim Erreichen von 25 Punkten gewinnt. Bei einem Stand von 2:2 nach vier Sätzen genügen 15 Punkte im letzten Satz zum Gewinn des Pokals. Zudem müssen in jedem Satz mindestens zwei Punkte Vorsprung herausgespielt worden sein, damit die Siegbedingungen erfüllt sind, ansonsten wird solange weitergespielt, bis dies der Fall ist.
2023/24 spielten die fünf Erstligisten zunächst in einer Einfachrunde. Die ersten vier Mannschaften qualifizierten sich für das Halbfinale, welches wie das Finale in einem Spiel entschieden wurde.

## Endspiele um den Pokal
| Jahr | Sieger           | Finalist         | Ergebnis      |
| ---- | ---------------- | ---------------- | ------------- |
| 2000 | Mjølnir Klaksvík | Fleyr Tórshavn   | 2:1, 0:2, 1:0 |
| 2001 | ÍF Fuglafjørður  | Mjølnir Klaksvík | 3:0           |
| 2002 | SÍ Sørvágur      | ÍF Fuglafjørður  | 3:0           |
| 2003 | ÍF Fuglafjørður  | SÍ Sørvágur      | 3:2           |
| 2004 | ÍF Fuglafjørður  | SÍ Sørvágur      | 3:0           |
| 2005 | SÍ Sørvágur      | Mjølnir Klaksvík | 3:0           |
| 2006 | Mjølnir Klaksvík | Fleyr Tórshavn   | 3:0           |
| 2007 | Mjølnir Klaksvík | ÍF Fuglafjørður  | 3:0           |
| 2008 | SÍ Sørvágur      | Mjølnir Klaksvík | 3:1           |
| 2009 | ÍF Fuglafjørður  | SÍ Sørvágur      | 3:1           |
| 2010 | SÍ Sørvágur      | Mjølnir Klaksvík | 3:1           |
| 2011 | ÍF Fuglafjørður  | Mjølnir Klaksvík | 3:2           |
| 2012 | SÍ Sørvágur      | Mjølnir Klaksvík | 3:0           |
| 2013 | ÍF Fuglafjørður  | SÍ Sørvágur      | 3:2           |
| 2014 | ÍF Fuglafjørður  | SÍ Sørvágur      | 3:0           |
| 2015 | SÍ Sørvágur      | ÍF Fuglafjørður  | 3:2           |
| 2016 | ÍF Fuglafjørður  | SÍ Sørvágur      | 3:0           |
| 2017 | Fleyr Tórshavn   | SÍ Sørvágur      | 3:1           |
| 2018 | SÍ Sørvágur b    | ÍF Fuglafjørður  | 3:2           |
| 2019 | Mjølnir Klaksvík | Fleyr Tórshavn   | 3:0           |
| 2020 | Mjølnir Klaksvík | SÍ Sørvágur      | 3:0           |
| 2021 | ÍF Fuglafjørður  | Mjølnir Klaksvík | 3:2           |
| 2022 | Mjølnir Klaksvík | ÍF Fuglafjørður  | 3:1           |
| 2023 | Mjølnir Klaksvík | SÍ Sørvágur      | 3:1           |
| 2024 | SÍ Sørvágur      | Mjølnir Klaksvík | 3:1           |

## Siegerliste
| Titel | Mannschaft       | Saisons                                              |
| ----- | ---------------- | ---------------------------------------------------- |
| 09    | ÍF Fuglafjørður  | 2001, 2003, 2004, 2009, 2011, 2013, 2014, 2016, 2021 |
| 08    | SÍ Sørvágur      | 2002, 2005, 2008, 2010, 2012, 2015, 2018, 2024       |
| 07    | Mjølnir Klaksvík | 2000, 2006, 2007, 2019, 2020, 2022, 2023             |
| 01    | Fleyr Tórshavn   | 2017                                                 |

## Erwähnenswertes
- Bisher konnte keine Mannschaft den Pokal mehr als zweimal in Folge gewinnen.
- SÍ Sørvágur stand zwischen 2012 und 2017 sechsmal in Folge im Finale. SÍ gelangen hierbei zwei Siege. Ebenfalls sechsmal in Folge stand Mjølnir Klaksvík zwischen 2019 und 2024 im Finale und war hierbei viermal siegreich.